# Rhizogonium microphyllum
Rhizogonium microphyllum là một loài rêu trong họ Rhizogoniaceae. Loài này được (Dozy & Molk.) A. Jaeger mô tả khoa học đầu tiên năm 1873.